# Dominique Rub
Dominique Rub Kohler, geboren als Dominique Moustopoulos (* 30. November 1952; † 15. August 2013) war eine griechisch-schweizerische Journalistin, Nachrichtenmoderatorin und Verlegerin.

## Leben
Dominique Rub wurde als Dominique Moustopoulos geboren. Ihr Vater war Grieche und arbeitete als Ingenieur für Brown, Boveri & Cie, ihre Mutter stammte aus Malta. Nach der Bezirks- und Kantonsschule in Baden studierte Rub Geschichte, Politologie und Anglistik in Zürich.
Von 1985 bis 1993 war Dominique Rub als Redaktorin und Moderatorin für die Tagesschau des Schweizer Fernsehens tätig, später als Pressesprecherin des Eidgenössischen Departements des Innern (EDI) unter Bundesrätin Ruth Dreifuss. Im Jahr 2000 gründete sie zusammen mit Anne Rüffer den Sachbuchverlag rüffer & rub. 2003 drehte sie zusammen mit Rolf Lyssy den Dokumentarfilm Schreiben gegen den Tod.
Dominique Rub war in erster Ehe mit dem Publizisten Bruno Rub (1944–2015), in zweiter Ehe mit dem Filmemacher Rolf Lyssy und in dritter Ehe mit dem Philosophen und Publizisten Georg Kohler verheiratet.

## Werke
- Schreiben gegen den Tod (Dokumentarfilm, 2003)